# ابیه‌دو اکسپرس
اُبیه‌دو اکسپرس (اسپانیایی: Oviedo Express‎) فیلمی کمدی-درام به کارگردانی گونسالو سوارس است که در سال ۲۰۰۷ منتشر شد.
گفته می‌شود طرح داستان از رمان کوتاه ترس اثر اشتفان تسوایگ الهام گرفته شده‌است، با این حال، نشانِ چندانی از مفاد رمان در فیلم موجود نیست.

## بازیگران
- کارملو گومس[۳]
- آیتانا سانچز-خیخون[۴]
- ماریبل وردو[۵]
- نایوا نیمری[۵]
- خورخه سانس[۵]
- باربارا گوئناگا[۵]
- سیلویا مارتی[۶]
- بیکتور کلاویخو[۶]
- فلیکس کوبرو